# Alikulular
Alikulular (azerbajdzjanska: Əliqulular, Aliqulular) är en ort i Azerbajdzjan.   Den ligger i distriktet İmişli Rayonu, i den centrala delen av landet, 180 kilometer väster om huvudstaden Baku. Antalet invånare är 2 197.
Terrängen runt Alikulular är mycket platt. Närmaste större samhälle är Imishli, 11,8 kilometer öster om Alikulular.
Trakten runt Alikulular består till största delen av jordbruksmark. Runt Alikulular är det ganska tätbefolkat, med 58 invånare per kvadratkilometer.